# 田牧そら
田牧 そら（たまき そら、2006年〈平成18年〉8月2日 - ）は、日本の女優、モデル。
東京都生まれ。所属する芸能事務所はSugar&Spiceを経てトライストーン・エンタテイメント。

## 略歴
生後半年の時にモデル活動を開始、幼少期より数多くの広告に出演。2010年（平成22年）11月中旬、4歳3か月半で子役として山崎製パンのテレビCM（cf. ）にて芸能界デビュー。当初の所属芸能事務所はSugar&Spice。
2011年（平成23年）4月19日、テレビドラマ『マドンナ・ヴェルデ〜娘のために産むこと〜』（NHK総合）の第1話で、テレビ番組デビューを果たした。
2013年（平成25年）4月にはフジッコのイメージモデル「ふじっ子ちゃん」に起用された。ふじっ子ちゃんを4年近く務めた後、後進の子役モデル・元倉あかりにバトンタッチしている。
グラフィックモデル（視覚表現を主とする媒体でのモデル）としては、同年9月18日刊行の季刊誌『AERA with Kids』2013年秋号（朝日新聞出版）における表紙モデルでキャリアをスタートさせた。
2015年（平成27年）、ニコンのデジタル一眼レフカメラ「D5500」のCMモデルに起用され、2月5日から放映が開始されたテレビCMでは父親役・小栗旬に向けた “嘘泣き” の演技が大きな話題を生んだ。同年6月22日、日本テレビの人気バラエティ番組『人生が変わる1分間の深イイ話』にて、バラエティ番組初出演。“CM界のプリンセス・田牧そらとお笑いタレント・又吉直樹（ピース）が1日デートし、彼女の自宅の様子も公開する” という趣旨の特別コーナーが組まれた。
2018年（平成30年）からは、バラエティ番組『有吉のお金発見 突撃!カネオくん』（NHK総合）にて日直アシスタントを務める。博識である伊集院光がゲスト出演した時は、当日の番組テーマにちなんだ薀蓄をお願いするのがお決まりとなっている。
2021年3月末でSugar&Spiceとの専属契約が終了となり、翌4月よりトライストーン・エンタテイメントへ移籍した。
2021年夏にWOWOWが製作するオリジナルスペシャルドラマ『ショートショート劇場『こころのフフフ』』（原案：田丸雅智）に初主演する。
2023年7月期のBS松竹東急・月曜ドラマ『カメラ、はじめてもいいですか?』で連続ドラマ初主演。

## 人物
- 趣味・特技は英語、ギター、陸上、書道[2]。小学3年時に英検3級に合格[9]。将棋も指せる。
- 目標としている人に、2016年（平成28年、10歳時）11月に女優・二階堂ふみ（当時22歳）の名前を挙げ[6][7]、将来は「いろんな役のできる女優になりたい」と語っている[6][7]。

## 家族
- 自身は第1子の長女で、3歳下の弟・蒼佑（そうすけ）と、6歳下の妹・ゆらりがいる。幼児期は姉弟3人ともに芸能事務所『Sugar&Spice』へ所属し、それぞれに活動していた[A 5]。しかし2014年（平成26年）10月[注 2][A 6]以降、弟と妹の正式な活動は確認できなくなっている。
- 父親は金銭に関して非常に厳しいとのことで、『突撃!カネオくん』では金銭感覚にまつわるエピソードをたびたび披露している。

## 出演

### テレビドラマ
- マドンナ・ヴェルデ〜娘のために産むこと〜 第1話（2011年4月19日、NHK総合） - テレビ番組 デビュー作品
- テミスの求刑（2015年5月10日 - 5月31日、WOWOW） - 田島花凛 役 [A 7]
- ホテルコンシェルジュ 第3話（2015年7月21日、TBS） - 森村繭 役[14]
- ウルトラマンX 第16話・第20話（2015年11月10日・12月8日、テレビ東京） - 橘みちる 役 [A 8][A 9]
- ナイトヒーロー NAOTO 第8話 - 第10話（2016年6月11日 - 6月25日、テレビ東京） - 栞 役
- 楽園（2017年1月8日 - 2月12日、WOWOW）
- デッドストック〜未知への挑戦〜 第4話（2017年8月12日、テレビ東京）
- おじゃる丸スペシャル アニメじゃないでおじゃる?（2017年11月3日、NHK Eテレ）
- スモーキング 第12話（2018年7月6日、テレビ東京）
- ABUアジア子どもドラマシリーズ 2018 『ホクロのひみつ』（2018年7月25日、NHK Eテレ） - 主演・ノリコ 役
- 相棒 season17 第8話（2018年12月5日、テレビ朝日） - 田川未歩 役
- みかづき （2019年1月26日 - 2月23日、NHK総合） - 美鈴 役
- 緊急取調室 3rd SEASON 第4話（2019年5月2日、テレビ朝日） - 樫村茜（幼少期） 役
- 騎士竜戦隊リュウソウジャー 第15話 - 最終話（2019年6月30日 - 2020年3月1日、テレビ朝日） - オト 役[15]
- 微笑む人（2020年3月1日、テレビ朝日） - カスミ（幼少期） 役
- ハルカの光（2021年2月8日 - 3月8日、NHK Eテレ） - 幸本ハルカ（幼少期） 役[16]
- ネメシス 第2話（2021年4月18日、日本テレビ） - 神谷節子 役[17]
- ショートショート劇場『こころのフフフ』（2021年8月、WOWOWプライム） - 主演・奥野こころ 役[12]
- 特捜9 Season5 第10話（2022年6月8日、テレビ朝日） - 久保美幸 役
- ヒロイン誕生!ドラマチックなオンナたち3話（2022年10月17日　NHK総合） - 主演・ナンシー関 役、レポーター
- PICU 小児集中治療室 第4話（2022年10月31日、フジテレビ） - 羽生希子 役
- 藤子・F・不二雄 SF短編ドラマ「おれ、夕子」（2023年4月9日、NHK BSプレミアム・NHK BS4K） - ヒロイン・鈴木夕子 役[18]
- カメラ、はじめてもいいですか?（2023年7月3日 - 9月18日、BS松竹東急） - 主演・池田ミト 役[13]
- 最高の教師 1年後、私は生徒に■された（2023年7月15日 - 9月23日、日本テレビ） - 野辺桐子 役[19][20]
- 正直不動産2 第8話（2024年2月27日、NHK総合・NHK BSプレミアム4K） - 篠崎琴乃 役[21]
- スカイキャッスル（2024年7月25日 - 9月26日、テレビ朝日） - 山田未久 役[22]
- I, KILL（2025年5月18日 - 6月22日、WOWOW） - トキ 役[23]
- いつか、無重力の宙で（2025年9月8日〈予定〉 - 、NHK総合） - 望月飛鳥（高校時代） 役[24]

### 配信ドラマ
- 3年後の僕たちは 第9話（2023年9月20日、TVer） - 野辺桐子 役[25]
- 拝啓、大人になる貴方へ（2023年9月23日・30日、Hulu） - 野辺桐子 役[26]

### バラエティ番組
- 有吉・そらちゃんのお金発見 突撃!カネオくん（2018年10月20日・12月8日・15日、NHK総合） - 日直アシスタント
  - 有吉のお金発見 突撃!カネオくん（2019年4月6日 - （レギュラー放送）、NHK総合） - 日直アシスタント

### その他の番組
- MY JOCTV（2021年（全26回）、ミュージック・エア・Music Japan TV） - アシスタントMC

### 映画
- SHORT TRIAL PROJECT 2018「島のシーグラス」（2019年3月16日公開、and pictures/SAIGATE Inc.）[27][28] - 朱莉 役 
短編オムニバス映画のAプログラム第1話「島のシーグラス」に第1の助演者として出演。主演は平田満
- AI崩壊（2020年1月31日公開） - 桐生心 役
- 劇場版 騎士竜戦隊リュウソウジャーVSルパンレンジャーVSパトレンジャー（2020年2月8日公開） - オト 役
- ドクター・デスの遺産 BLACK FILE（2020年11月13日公開） - 犬養沙耶香 役

### ショートフィルム
- My House（2019年）- 桃 役[1]

### オリジナルビデオ
- 魔進戦隊キラメイジャーVSリュウソウジャー（2021年8月4日） - オト 役[29]

### CM
- 山崎製パン（ヤマザキパン）
  - 「ヤマザキ クリスマスケーキ 2010」「笑顔の真ん中に」篇（2010年11月中旬 - クリスマス）[5]
    - 松たか子・奥森皐月と共演[5]。芸能界デビュー作品と推定される。

  - 「ヤマザキの洋菓子」篇（2011年正月 -?）[30]。単独出演。
  - 「ヤマザキ クリスマスケーキ 2011」[4]「予約」篇・「直前」篇（2011年9月 - クリスマス）。松たか子・奥森皐月と共演[31][32]。
  - おいしくチョイス「ちょうどいい量」篇（2023年1月 - ）。中原丈雄と共演
- イトーヨーカドー - 「イトーヨーカドー ランドセル 2011年編」（2011年度）
  - 小学生の芦田愛菜と鈴木福が主役のCMで、来年度 新一年生となる園児の代表という役回りで出演[33]。
- 日本ケンタッキー・フライド・チキン[4] - 「ケンタッキーフライドチキン くまのがっこう テーブルウェアつきパック」[B 2]「しあわせな帰り道」篇（2011年10月 - クリスマス[B 2]）
- イケア [4] - 「TATAMI ROOM」篇（2011年）
- 全国農業協同組合中央会（JA全中） - 企業CM[4]（2011年）
- ハウス食品 - 「ハウス こくまろカレー」。酒井美紀と共演。
  - 「????????」篇（2011年）、「母の日につくろう」篇（2012年）
- 花王 - 「ワイドハイター EXパワー」[4]「柔軟剤の香り、ひきたつ」篇（2012年）。竹本聡子と共演。
- 中日本高速道路（NEXCO中日本） - 「新東名高速道路」「さあ、高速で行こう」篇（2013年春）。上戸彩と共演[34]。
- フジッコ - イメージモデル「ふじっ子ちゃん」[4]（初代）[6][7]（2013年4月[6] - 少なくとも2017年1月まで[35]）
  - 「一菜プラス」（2014年）[A 10][A 11]、「ふじっ子煮」「おかず畑」（2015年）[A 12]、ほか。
- 全日本空輸（ANA） - 「だからこの夏、ANA」シリーズ「家族旅行」篇[A 5]（2013年6月）[A 5]。姉弟共演作品[A 5]。
- Panasonicリフォーム（パナソニックリフォーム） - ウェブムービー「いちばん幸せな場所になる」[A 13]（2014年12月26日 -?）[B 3]
- ニコン[4] - 「D5500」「ニコンD5500 Family Nikon」篇（2015年2月5日 -?）。小栗旬と共演。[A 2][A 3][8]
- キリンビバレッジ - 「キリンビバレッジスペシャルホリデーCP」（2015年4月）[A 14]
- ナカバヤシ[4] - 企業CM「野菜プラント」篇・「バイオマス発電」篇 ほか、商品CM「ロジカル・エアーノート」「軽い」篇・「技術」篇（2015年6月2日 -?）[A 15]
- STNet [4] - 「Pikara 」、イメージモデル「ピカラ源氏」（2015年 - 2016年）[A 16][A 17]
- 三井不動産住宅グループ - 「すまいとくらし」[4]「三井でみつけて 宣言篇」（2018年5月1日 -?）[A 18]。櫻井翔と共演[B 4]。

### ビデオパッケージ
- スタジオアリス - スチールフィルム・イメージヴィジュアルモデル[4]「スタジオアリスHALULU」（2013年12月）[A 19]
- 東京防災救急協会 - 防災教育動画「君の命を守りたい～東京で災害を生きのびるために～」（2017年3月11日 -?）
  - 各防災館にて上映された。そらは、東日本大震災が起こった時の自分と家族の様子を振り返ってもいる。その内容は出典内に記載する[A 20]。

### 玩具
- 騎士竜戦隊リュウソウジャー リュウソウケン -MEMORIAL EDITION-（2020年9月）

### PV
- Aile The Shota『SAKURA (Prod. Taka Perry) 』- 田中偉登と共演[36]。

## グラフィック
- 朝日新聞出版 - 『AERA with Kids』2013年秋号 表紙モデル（2013年9月18日）[B 1][A 1]
- ローランド - 「ROLAND PIANO デジタル」カタログ 表紙モデル（2013年11月）[A 21]
- スタジオアリス
  - 『ANI♡ERSA』表紙モデル（2014年6月・7月）[A 22]、『ANIVERSA 2015』表紙モデル（2015年5月）[A 23]
- 良品計画 - 「無印良品」[A 24]
- 三幸学園 [A 25]
- ベネッセコーポレーション
  - 「すっく」[A 25]（時期は未確認）、「進研ゼミ+小学講座」（2016年6月）[A 26]
- ダッドウェイ [A 24]
- ニッセン - 『通販生活』[A 25]
- 小学館 - 『女性セブン』2015年6月25日号 「光ってる子役たちのでっかい夢、聞きました」（2015年6月）[A 27]
- 光文社 - 『VERY』 [A 25]
- 日本ヴォーグ社 - 『ヴォーグ』[A 25]
- 日本コカ・コーラ - 「Coca Cola Corporate Calendar」[A 28]
- オリエンタルランド - 「お泊りディズニー」[A 28]

## 写真集
【デジタル限定】ポラリス 田牧そら（2022年10月24日、集英社）